# Damflos
Damflos ist eine Ortsgemeinde im Landkreis Trier-Saarburg in Rheinland-Pfalz. Sie gehört der Verbandsgemeinde Hermeskeil an.

## Geographie
Damflos liegt im Schwarzwälder Hochwald und im Naturpark Saar-Hunsrück. Der nordöstliche Teil der Gemarkung mit dem Diebskopf (739 m ü. NHN) liegt im Nationalpark Hunsrück-Hochwald. Die westlich des Ortes fließende Prims bildet die Gemeindegrenze zu Hermeskeil. Zur Gemeinde gehört auch der Wohnplatz Mühlenhof.

## Geschichte
Der heutige Ort geht auf eine Köhlersiedlung um 1730 zurück, die ihren Namen Damflos nach einem „Bach zwischen Dämmen fließend“, heute das „Damflößchen“, ableitet.
Bevölkerungsentwicklung
Die Entwicklung der Einwohnerzahl von Damflos, die Werte von 1871 bis 1987 beruhen auf Volkszählungen:
| Jahr | Einwohner |
| ---- | --------- |
| 1815 | 503       |
| 1835 | 578       |
| 1871 | 537       |
| 1905 | 371       |
| 1939 | 489       |
| 1950 | 515       |
| 1961 | 595       |

| Jahr | Einwohner |
| ---- | --------- |
| 1970 | 626       |
| 1987 | 679       |
| 1997 | 719       |
| 2005 | 672       |
| 2011 | 634       |
| 2017 | 610       |
| 2023 | 677       |

## Politik

### Gemeinderat
Der Gemeinderat in Damflos besteht aus zwölf Ratsmitgliedern, die bei der Kommunalwahl am 9. Juni 2024 in einer personalisierten Verhältniswahl gewählt wurden, und dem ehrenamtlichen Ortsbürgermeister als Vorsitzendem. 
Die Sitzverteilung im Gemeinderat:
| Wahl | WGW a             | WGH b             | Gesamt   |
| ---- | ----------------- | ----------------- | -------- |
| 2024 | 7                 | 5                 | 12 Sitze |
| 2019 | 7                 | 5                 | 12 Sitze |
| 2014 | per Mehrheitswahl | per Mehrheitswahl | 12 Sitze |
| 2009 | per Mehrheitswahl | per Mehrheitswahl | 12 Sitze |

### Bürgermeister
Joachim Wellenberg wurde 1999 Ortsbürgermeister von Damflos. Bei der Direktwahl am 26. Mai 2019 wurde er mit einem Stimmenanteil von 61,50 % für weitere fünf Jahre in seinem Amt bestätigt. Bei der Direktwahl am 9. Juni 2024 setzte er sich mit 58,3 % gegen einen Mitbewerber durch.

### Wappen
Blasonierung: Schildhaupt rot-weiß geschacht, darunter gespalten von Blau und Gold, vorn zwei schräggekreuzte goldene Kochlöffel, hinten eine rote Wolfsangel.
Wappenbegründung: Die Gemeinde Damflos gehörte zum „Lehen Züsch“. Bis 1716 war das „Lehen Züsch“ ein Kondominium zwischen der hinteren Grafschaft Sponheim (1/3) und der Reichsritterschaft der Freiherren von Hunolstein-Sötern (2/3). 1716 starb die Linie der Freiherren von Hunolstein-Sötern aus. Als Erbe betrachteten sich nach dem Testament vom 4. Januar 1712 die Freiherren Eckbrecht von Dürckheim, denen am 31. Mai 1720 durch das Reichsgericht auch der Besitz der Söterischen (2/3) an der Meierei Züsch bestätigt wurde. (Fabricius S. 456/60).
Diese geschichtliche Zugehörigkeit spiegelt das Gemeindewappen wider. Im Schildhaupt zeigt es den rot-weißen Schach der Grafen von Sponheim. Das hintere Feld des gespaltenen Schildteiles zeigt die Sötern’sche Wolfsangel. Bis etwa zum Zweiten Weltkrieg war in Damflos die Holzverarbeitung in Heimindustrie von wesentlicher Bedeutung. Insbesondere wurden Gegenstände des täglichen Bedarfes aus Holz gefertigt. Zur Unterscheidung von Orten mit historisch gleicher Zugehörigkeit, besonders aber zur Erinnerung an die jahrhundertealte, in der Neuzeit aufgegebene Heimindustrie, zeigt das erste Feld des gespaltenen Schildes zwei gekreuzte, goldene Kochlöffel als spezifisches Zeichen der Gemeinde Damflos. Das Staatsarchiv Koblenz hat das Wappen historisch und heraldisch gut geheißen mit Vfg. St.A.Nr. I/3246/71 vom 4. November 1971. Die Gemeindevertretung Damflos hat am 27. November 1971 beschlossen, dieses Wappen als Gemeindewappen einzuführen.